# Kaple svatého Kryštofa (Lučiny)
Kaple svatého Kryštofa je novodobou sakrální stavbou v osadě Lučiny v lokalitě Bobí louky mezi Pecí pod Sněžkou a Černým Dolem. Vysvěcena byla 27. srpna 2016.

## Historie
Původní kaplička zde postavená byla zbudována již roku 1870. V 60. letech 20. století však byla zbourána kvůli stavebním pracem na místních komunikacích. Dlouholetý provozovatel nedaleké horské boudy Slovanka tak novou kapličku postavil o několik metrů dále, totiž na vlastním pozemku, roku 2015.

## Interiér
Kaplička obsahuje oltář i veškeré devocionálie potřebné k provozu.

## Provoz
V kapli se konají svatby a křty. Zvon zvoní každý den v poledne a v 18 hodin.